# Roland Wille
Roland Wille (* 1. August 1961) ist ein ehemaliger liechtensteinischer Marathonläufer.
Wille nahm an den Leichtathletik-Weltmeisterschaften 1991 in Tokio teil und beendete den Marathonlauf als 35. mit einer Zeit von 2:48:12 h. Beim Marathonlauf im Rahmen der Olympischen Spiele 1992 in Barcelona belegte er mit einer Zeit von 2:31:32 h den 68. Rang.